# Jhonatan Bernardo
Jhonatan Mariano Bernardo (sinh ngày 7 tháng 11 năm 1988 ở São Paulo) là một tiền đạo bóng đá người Brasil từng thi đấu cho Teuta Durrës.